# Dictyococcus
Genre
Dictyococcus est un genre d’algues vertes.

## Liste d’espèces
Selon AlgaeBase (25 oct. 2012) :
- Dictyococcus anomalus (E.J.James) W.Vischer (Sans vérification)
- Dictyococcus bradypodis (J.Kühn) D.E.Wujek & P.Timpano
- Dictyococcus bradypodis (J.Kühn) R.Thompson
- Dictyococcus cinnabarinus (E.Kol & F.Chodat) W.Vischer (Sans vérification)
- Dictyococcus engadinensis (E.Kol.& F.Chodat) W.Vischer (Sans vérification)
- Dictyococcus fragrans "W.Vischer" (Sans vérification)
- Dictyococcus gametifer F.F.L.Chodat (Sans vérification)
- Dictyococcus helveticus (E.Kol & F.Chodat) W.Vischer (Sans vérification)
- Dictyococcus minor (Schmidle) A.Pascher (Sans vérification)
- Dictyococcus mucosus Korshikov (Sans vérification)
- Dictyococcus terrestris (E.Kol & F.Chodat) W.Vischer (Sans vérification)
- Dictyococcus varians Gerneck (espèce type)

Selon Catalogue of Life (25 oct. 2012) :
- Dictyococcus bradypodis
- Dictyococcus schumacherensis
- Dictyococcus varians

Selon NCBI (25 oct. 2012) :
- Dictyococcus schumacherensis
- Dictyococcus varians

Selon World Register of Marine Species (25 oct. 2012) :
- Dictyococcus bradypodis (J.Kühn) D.E.Wujek & P.Timpano, 1988